# Peucetia ranganathani
Peucetia ranganathani es una especie de araña lince del género Peucetia, de la familia Oxyopidae, orden Araneae. Fue descrita por Biswas & Roy en 2005.
Se distribuye por Asia: India. Fue publicada en Description of three new species of the genus Peucetia and genus Oxyopes (family: Oxyopidae: Araneae) from India. Records of the Zoological Survey of India 105(1-2): 37-, 43.